# 尹東柱

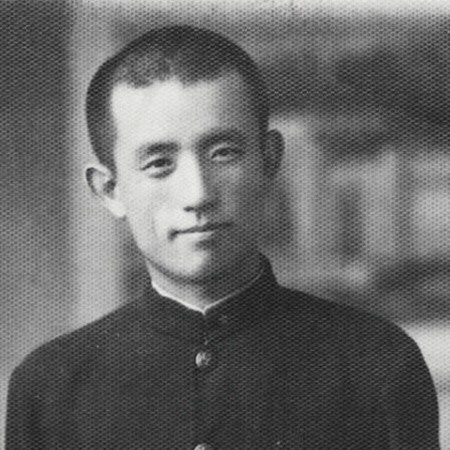
尹東柱（1942年）

尹 東柱（ユン・ドンジュ、朝: 윤동주、英: Yun Dong-ju、1917年12月30日 - 1945年2月16日）は、中華民国時代の満州出身の朝鮮人の詩人である。朝鮮語で多数の詩を創作し、代表作『故郷の家――満州でうたう』（1936年）を通して心の故郷（南の空のそこ—朝鮮半島を意味）への愛を表現した。当時の朝鮮半島は日本の統治下にあり、朝鮮独立運動に関与した容疑で太平洋戦争中の1943年に逮捕され、福岡刑務所で獄死した。死後に『空と風と星と詩』などの作品が知られるようになった。
創氏改名後は「平沼東柱」となり、以後は中国と日本国籍であった。

## 概要
1917年12月30日、満洲の北間島地域である中華民国吉林省延吉県明東村（現・中華人民共和国吉林省延辺朝鮮族自治州龍井市明東村）にて、尹永錫（ユン・ヨンソク、1895-1962年）、金龍（キム・リョン、1891-1948年）の夫妻の間で、裕福な家庭の長男として生まれた。本貫は坡平尹氏。尹東柱の幼名は海煥（해환）であり、のちにこの名を号とした。父方の曽祖父は、咸鏡道の鍾城郡（現在の北朝鮮咸鏡北道清津府)から間島地域に移住した朝鮮人移民である。1900年、祖父である尹夏鉉が明東村に移り住み、一家は1910年頃にキリスト教に入信していた。尹夏鉉は開拓によって小地主となり、地域のキリスト教会の長老であった。また、東柱が生まれた当時、父は明東学校の教員であった1931年に明東学校（明東小学校）を卒業する。

### 満洲国時代
1932年3月に満州国が建国され、龍井を含めた満州地域全土が実質的に日本統治下となった。同年4月に龍井にあるキリスト教系学校・恩真中学に入学、一家も龍井に移住した。1935年、日本統治にあった朝鮮半島の平壌のプロテスタント系学校・崇実中学校に編入学するが、崇実中学は神社参拝問題のために1936年に当局によって廃校とされた。東柱は満洲国統治下となっている北間島の龍井に行き、日本人経営の光明学園中学部に編入した。1936年頃より、延吉で発行されていた雑誌『カトリック少年』に、「尹童柱」「尹童舟」などの名義で童詩を発表し始める。1938年、日本人経営の光明学園中等部を卒業した。

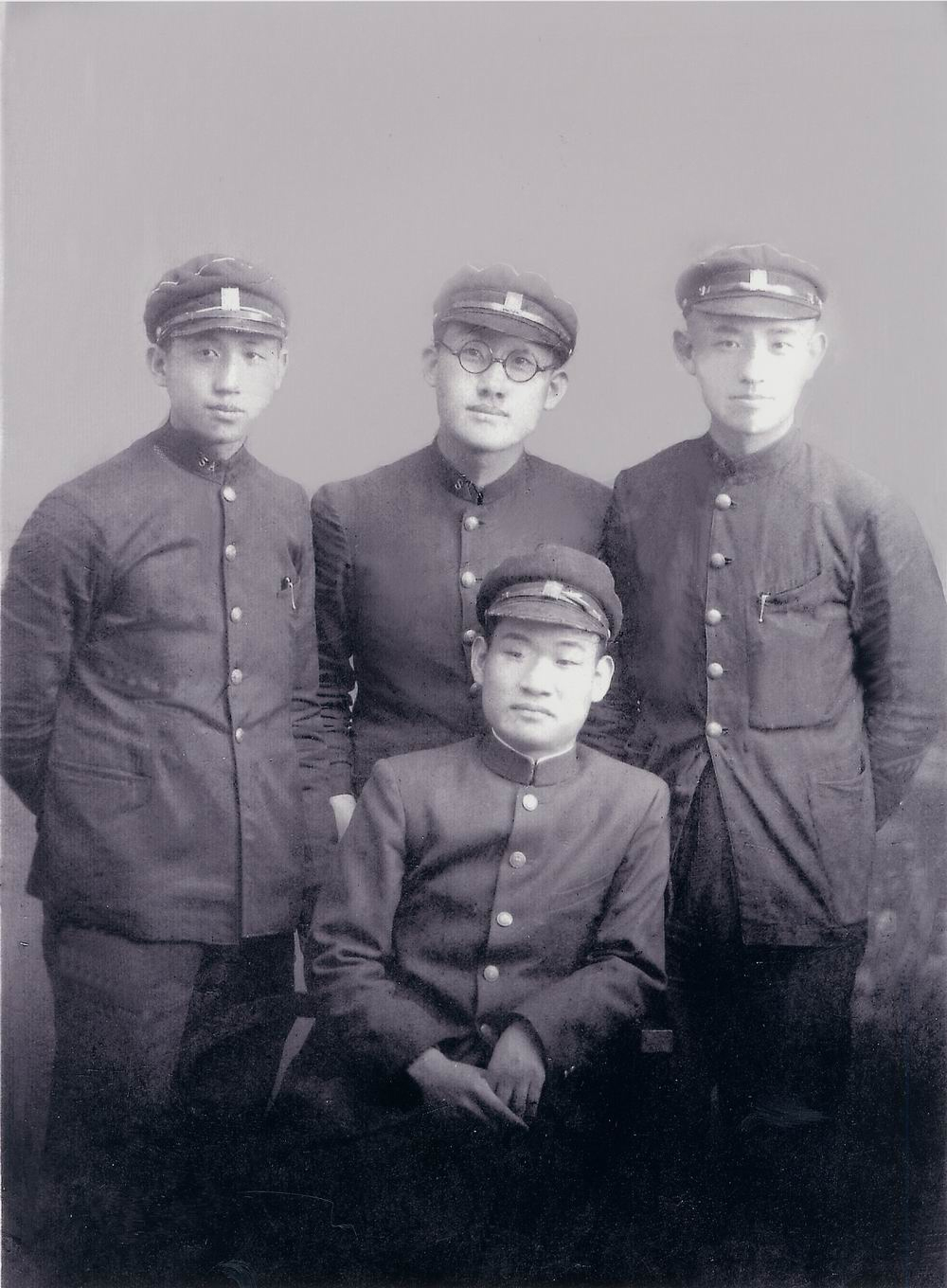
1940年以前の光明学園中等部時代に友人と撮った写真（1936-1938年）。後列右が尹東柱、中央がクリスチャンで大韓民国民主化運動指導者の文益煥牧師。

その後、京城府（現・ソウル）の延禧専門学校（戦前の日本における「旧制専門学校」で高等教育機関。現・延世大学校）文科に入学し、在学中に朝鮮語講座を担当していた崔鉉培から朝鮮語を学んでいる。

### 大学進学前後
1940年2月11日～8月10日の「設定創氏」申請受付期間中に尹一家は、一家の氏を「平沼」とすることを希望する創氏届けを提出した。この間、朝鮮日報や雑誌『少年』に詩を投稿し、掲載されている。1941年12月、延禧専門学校を卒業した。卒業時に、死後に代表作となる「序詩」を含む自選詩集『空と風と星と詩』の出版を計画するが、恩師と相談の上で戦時中の時局柄、出版は難しいとの判断した。出版を断念した代わりに、自薦詩集として3部を自主制作した。1部は相談した恩師に、もう1部は友人のチョン・ピョンオクに渡している。
一旦帰郷した東柱は、日本での医学部への進学を要求する父親から猛反対されたものの、自身の望みだった文学部へ進学を決めた。1942年1月に改名届を役所へ提出し、「東柱」の読み仮名を日本の音読みへ法的に変更した。東柱は1942年3月に日本に渡り、4月2日に立教大学文学部英文科選科に入学する。その年の夏休みに龍井へ帰省し、秋になると再び日本本土に帰還した。宋夢奎(当時は本土渡航前に申請した創氏改名で「宋村夢奎」)は、同年4月に帝大である京都帝国大学西洋史学科へ進学している。尹も本土帰還後は同年9月に京都に居住地を移した。10月1日に京都大学と同じく京都府内にある同志社大学文学部英文学科選科に編入学する。同志社大学の自由な学風を堪能し、宋夢奎ら友人たちとかなり安定した留学生活を送った。1943年7月初頭に英語英文学専攻のクラスメイトと共に京都の宇治へ遠足に出かけている。
1943年7月10日、朝鮮独立運動をしていた従兄の宋夢奎が治安維持法違反容疑で逮捕された。同月14日に尹も同容疑で逮捕された。尹の逮捕罪状も「独立運動」だったとされているが、これは尹の逮捕罪状の一部を過大に喧伝されたものである。尹の逮捕罪状は3つあって、その中でも「温厚ではあるが西洋思想が濃厚」というのが主な理由であったと指摘されている。1944年2月22日、尹東柱と宋夢奎は起訴され、3月31日に尹は京都地方裁判所で、「日本国家が禁止する思想を宣伝・扇動」をした懲役1年以上10年以下の法定刑が適用され、懲役2年の実刑判決を言い渡される。2人は福岡刑務所に収監された。その一年後の1945年2月16日、福岡刑務所で原因不明の死因により獄死した（満27歳没）。

## 死後の顕彰と論争
中国と韓国の間に、尹東柱は何人であるかの論争がある。韓国側は彼は「韓国人」、中国側は「朝鮮族」との立場を取っている。

### 韓国

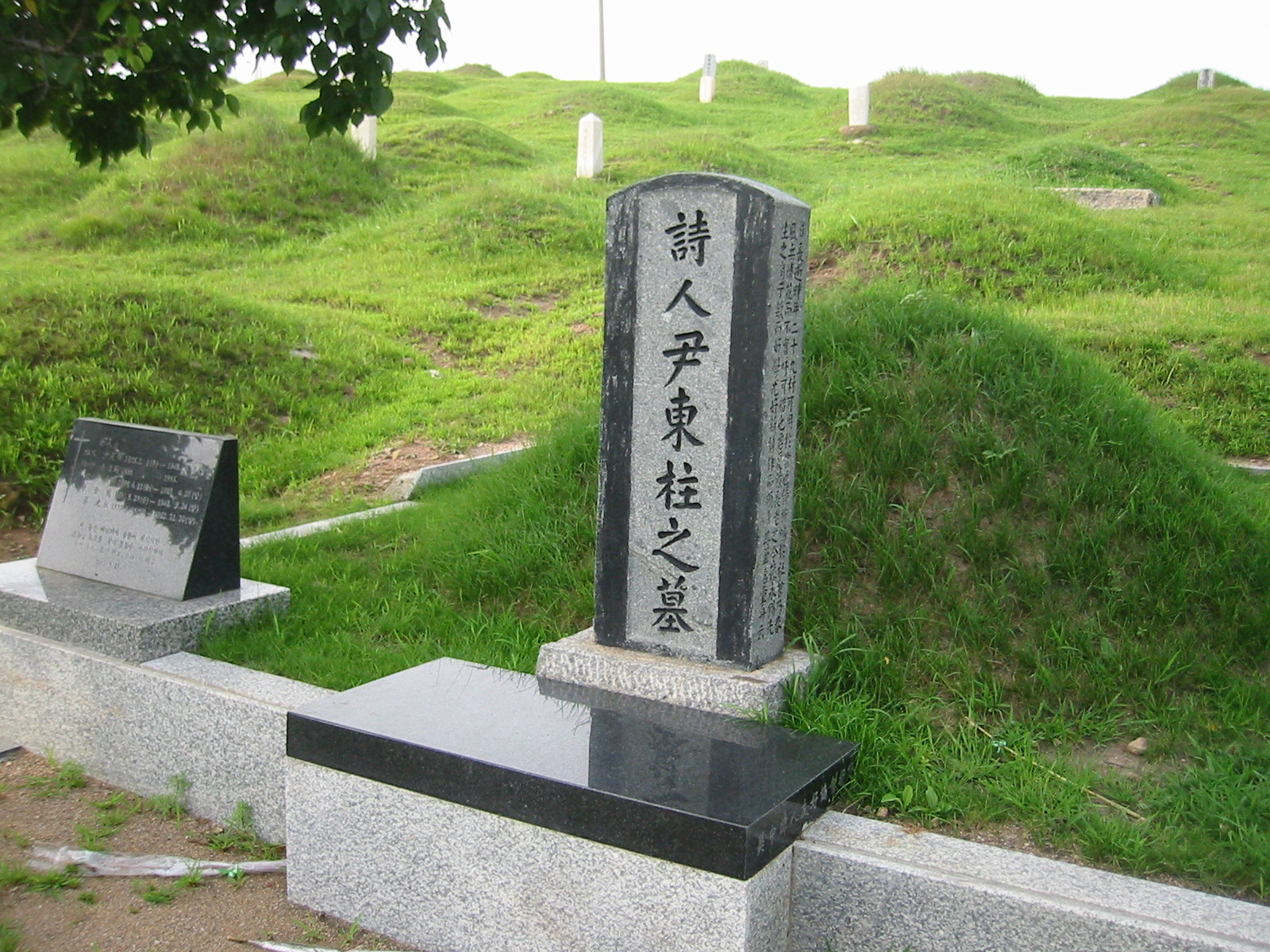
詩人尹東柱之墓

1947年2月13日に、ソウルの『京郷新聞』に「たやすく書かれた詩」が紹介される。尹東柱との面識はなかったものの同志社の先輩として鄭芝溶が紹介文を書いた。同じ年、ソウルに移住していた弟の尹一柱や友人たちによる追悼会が開かれた。1948年に詩や散文を集めた『空と風と星と詩』（原題《하늘과 바람과 별과 시》、日本語訳題には『天と風と星と詩』もある）がソウルで正音社から刊行され、抒情詩人・民族詩人・抵抗詩人として知られるようになった。1968年には母校延世大学校において、尹東柱が暮らした寄宿舎の前に「尹東柱詩碑」が建立された。
戦後に韓国で詩作が紹介されたことで韓国の民族主義教育に取り入れられ、代表的な「民族詩人」として知られるようになった。2012年頃の大韓民国のアンケートより、95％以上の20代が尹東柱を知っていた。
幼馴染である文益煥牧師は、現在の韓国と日本の関係について、「お互いの国を嫌って心の痛む批判を繰り返している」とし、尹の詩全体について、非常に解釈の難しい詩ばかりであると述べている。特に1940年以降の代表作群はその傾向が強いとし、「単に過去の一民族の悲哀や過ちを告発するにとどまらず、全人類に共通する「人間の罪」を告発し乗り越えようとした」モノと述べている。
韓国側は中国が尹東柱を朝鮮族だとしていることに抗議している。

### 中国

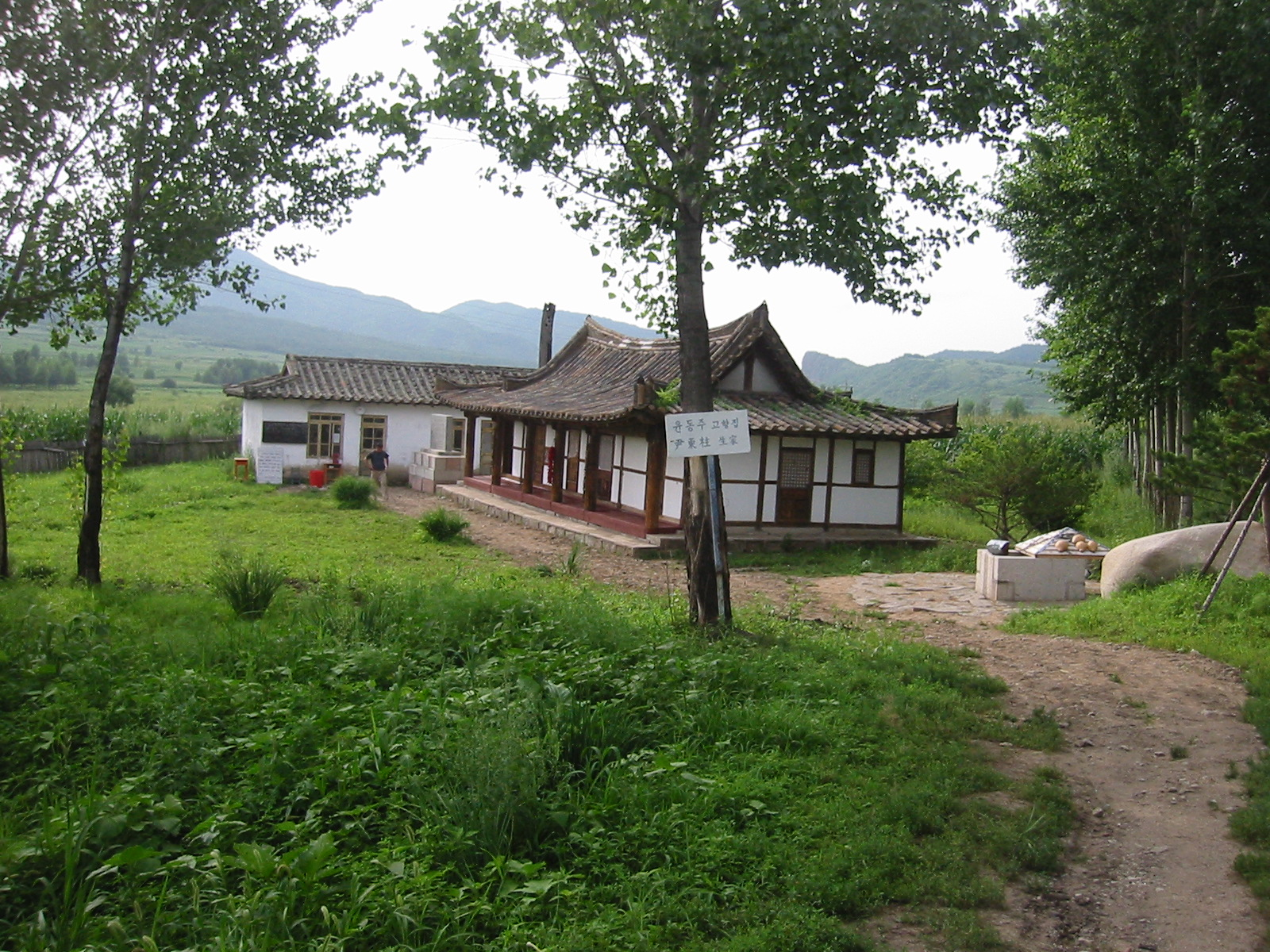
龍井市にある生家

韓国と延辺（中国）との交流が盛んになる1980年代まで、尹東柱の故郷であり多くの朝鮮族が暮らす延辺でも、その存在は知られていなかった。1985年に尹東柱の墓の場所を40年ぶりに確認した大村益夫早稲田大学教授は、「尹東柱という詩人についても、延辺の文学者たちはまったくその存在を知らず、その作品も知らなかった。東柱の親戚たちも数多く延辺に生活しているが、東柱が韓国で国民的詩人として人々の尊敬を受けているとは夢想だにしなかったようだ」（大村益夫「尹東柱の事跡について」『朝鮮学報』）と記している。
現在は、中国国内の少数民族である朝鮮族出身の愛国詩人との評価を受けて、龍井市にある生家が復元されるなどしている。2016年4月20日に韓国のソウル詩人協会は「中国当局が尹東柱の国籍を中国だと歪曲している」として中国を厳しく非難した。
2020年10月、アメリカの大学に進学する全世界の学生が使用するSATとAPの教科書が、歴史上ほとんどの期間、朝鮮は中国の植民地だったと記述していることがJTBCニュースルームの取材で明らかになったが、JTBCニュースルームによると、中国の百度百科でも、尹東柱や尹奉吉や安重根や金九が朝鮮族と表記されており、尹東柱は国籍も中国になっている。朝鮮族が中国籍を取得したのが1954年であることを勘案すれば、事実関係が間違っており、これらの独立活動家が満洲、上海、吉林省に居住して独立活動を行っていたためとみられるが、この場合、朝鮮の抗日運動が中国の抗日運動の歴史に編入されることになる。

### 日本

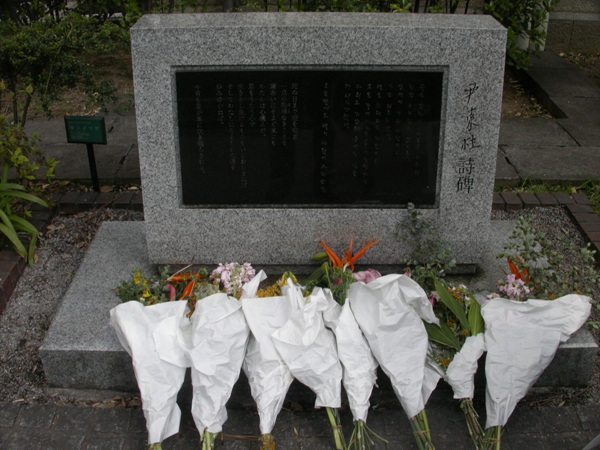
尹東柱詩碑（同志社大学今出川キャンパス）

一方で、民族主義の象徴としての尹東柱の扱いに疑問を挟む声も存在する。京都大学教授で韓国や東アジアについて専門としている小倉紀蔵は、尹の詩を民族主義的など偏った考えで解釈すること、そしてその解釈を「『正答』であると威圧的かつ声高に主張」したり「『道徳的正答』という暴力的な概念をふりまわして、それ以外の解釈や思考を威圧したり排除」したりすることを不適切だとして、詩の言葉を特定の政治的・道徳的立場に本質化して吸収することは「尹の詩への冒瀆」と厳しく批判している。更に尹の詩には政治的・民族的・イデオロギー的なものは皆無であり、イデオロギーありきで解釈する人々が尹を評価する理由が詩そのものよりも、彼が第二次大戦中に逮捕、独立後の南北と保革対立に巻き込まれずに死亡した事にあると結論づけた。
京都芸術大学（旧・京都造形芸術大学）の高原キャンパス内には尹東柱がかつて生活した下宿跡地があり、2006年に尹東柱の作品『序詩』の詩碑をキャンパス内に建立し、毎年命日に追悼法要を行っている。京都造形芸術大学創設者の徳山詳直は1950年に、朝鮮戦争に反対する運動に身を投じて、爆弾の搬送を阻止しようとして逮捕された。徳山詳直は「尹東柱先生が民族独立の闘いの途上で獄死してから5年後、私の闘いは朝鮮との関連で始まった。そしてこの地に大学を創立し、芸術を通した平和を追求している。」と語った。。2019年、京都造形芸術大学側が主催する詩人尹東柱追悼会及び交流会が、大学のキャンパスの詩碑前で2月15日に開かれた。この日は、理事長の徳山豊や学長の尾池和夫をはじめ、在日韓国・朝鮮人、駐大阪大韓民国総領事館の吳泰奎総領事など関係者ら約80人が参加した。
2010年、立教大学の教職員と卒業生による「詩人尹東柱を記念する立教の会」が、立教大学の韓国人留学生向け奨学金「尹東柱国際交流奨学金」を設立した。各学部1人ずつ計8人（のちに10人）に、留学生が在学中に必要となる年間授業料（48万8000～67万9000円）とほぼ同額の60万円を支給している。
同志社大学は2024年12月、尹東柱に名誉文化博士の学位を送ることとし、没後80年にあたる2025年2月16日に名誉学位贈呈式を行うこととした。

## 家族
尹一柱（弟）
尹光朱（弟）

尹仁石（甥）：成均館大学教授。

## 作品
『空と風と星と詩』は、以下の日本語訳が刊行されている。
- 尹一柱編（伊吹郷訳）『空と風と星と詩 尹東柱全詩集』（影書房、1984年）ISBN 4877140646
- （上野潤編訳）『空と風と星と詩 尹東柱詩集』（詩画工房、1998年）ISBN 4916041321
- （金時鐘訳）『空と風と星と詩 尹東柱詩集』（もず工房、2004年）ISBN 4990173104
- （金時鐘編訳）『尹東柱詩集 空と風と星と詩』（岩波文庫、2012年）ISBN 4003207513。底本は、ソウル正音社1955年版
- （上野都訳）『空と風と星と詩 尹東柱詩集』（コールサック社、2015年）ISBN 486435197X
- （伊吹郷訳）『空と風と星と詩 尹東柱日韓対訳選詩集』（書肆侃侃房、2025年）ISBN 978-4-86385-661-5 C0098

。

## 関連書籍
- 金賛汀『抵抗詩人尹東柱の死』（朝日新聞社、1984年）
- 宋友恵（伊吹郷訳）『尹東柱 青春の詩人』（筑摩書房、1991年）
- 日本基督教団出版局編『死ぬまで天を仰ぎ－キリスト者詩人・尹東柱』（日本基督教団出版局、1995年）
- 尹東柱詩碑建立委員会編『星をうたう詩人－尹東柱の詩と研究』（三五館、1997年）
- 宇治郷毅『詩人尹東柱への旅－私の韓国・朝鮮研究ノート』（緑陰書房、2002年）
- 宋友恵（愛沢革訳）『尹東柱評伝―空と風と星の詩人』（藤原書店、2009年）
- 高橋邦輔『尹東柱・詩人のまなざし』（耕文社、2022年）

## ギャラリー

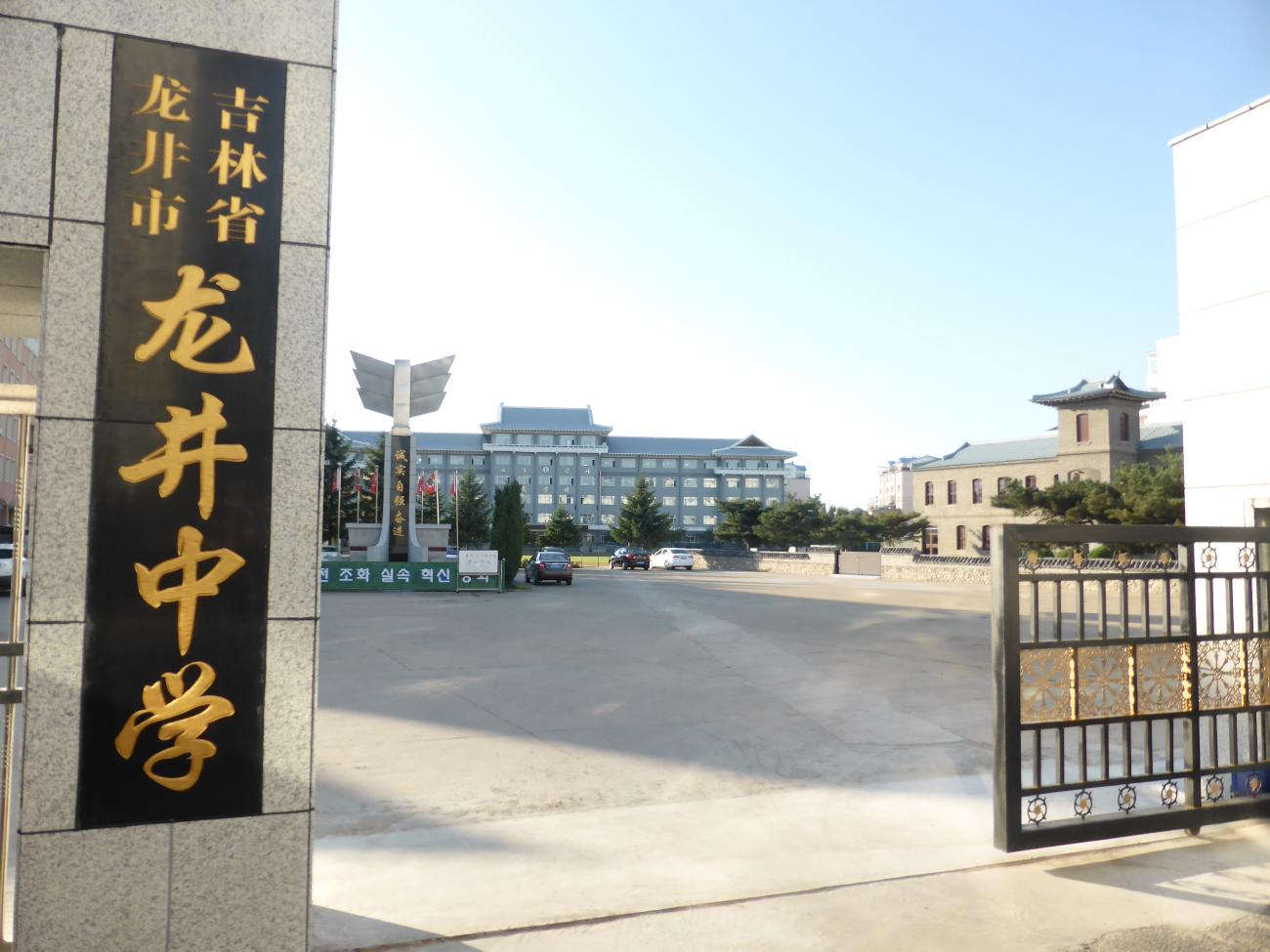
龍井中学の敷地内に旧大成中学が復元
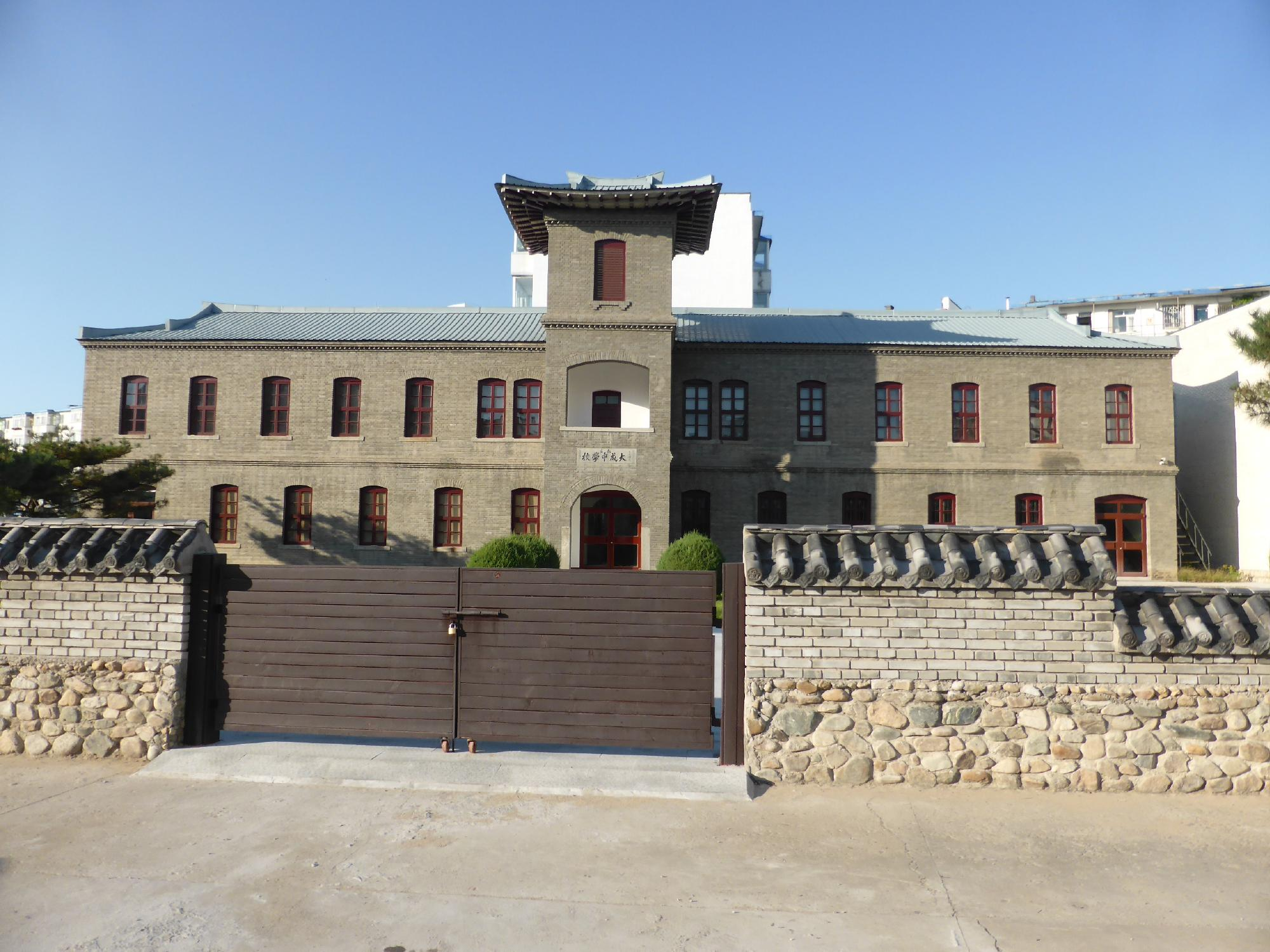
尹東柱も卒業生の大成中学
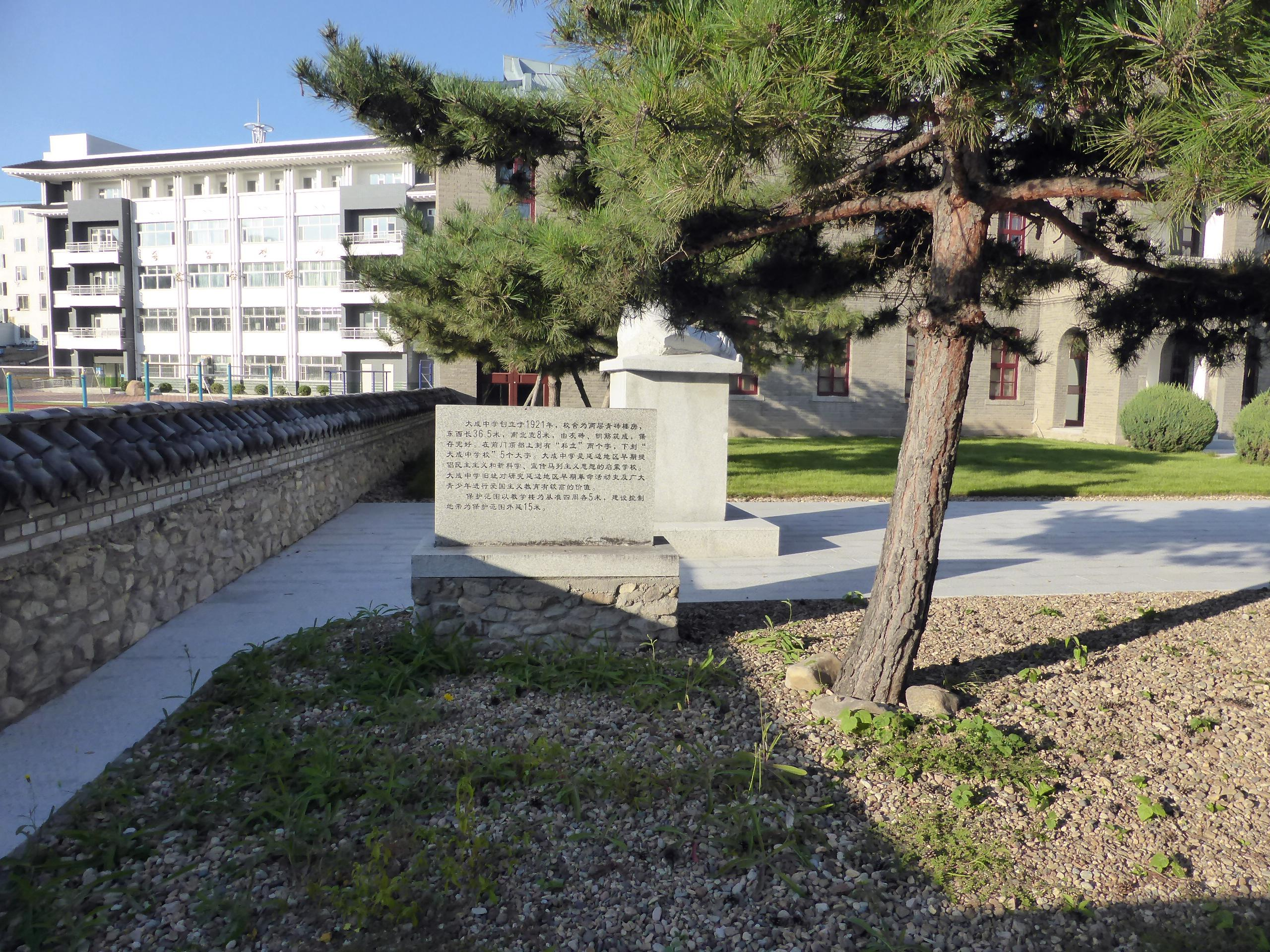
恩真中学は戦後、大成中学に統合された

## 伝記映画
- 空と風と星の詩人 〜尹東柱（ユン・ドンジュ）の生涯〜（2016年、韓国、監督：イ・ジュニク、主演：カン・ハヌル）

## 註
1. ↑  “尹東柱とは”. 2022年12月31日閲覧。
2. ↑  戸籍上は1918年12月30日生まれとなっている。これは出生届けが遅れたため。伊吹（1984）pp.258-259.
3. 1 2  「韓国の国民的詩人・尹東柱に名誉博士号／一点の恥辱なき未来への道／母校・同志社 没後80年、戦争責任直視」『毎日新聞』夕刊2025年2月14日1面
4. ↑  이단비「윤동주의 ‘고향’과 시적 도정」『한국학연구』第57号、2020年5月、126頁、 オリジナルの2021年2月18日時点におけるアーカイブ。 日本語訳：“故郷の家――満州でうたう”.   福岡・尹東柱の詩を読む会 (2007年8月19日). 2021年2月18日時点のオリジナルよりアーカイブ。2021年2月18日閲覧。
5. ↑  1940年2月11日～8月10日の「設定創氏」申請受付期間中に一家で「平沼」との創氏届け提出。1942年1月に改名届を提出し、読み仮名を日本の音読みへ変更。
6. 1 2 3 4 5 6  “平和な世界を祈念して ― 詩人・尹東柱追悼献花式”. 瓜生通信.   京都芸術大学. 2023年1月24日閲覧。
7. 1 2 3  宋友恵『尹東柱 青春の詩人』筑摩書房、1991年10月
8. 1 2 3 4  權五琦、若宮啓文『韓国と日本国』（朝日新聞社、2004年11月）p.125
9. ↑  楊智強 (2018年9月) (中国語). 最陌生的鄰居：韓國. 台湾: 商務印書館. ISBN 9789570531640 孫引き：楊智強「延邊朝鮮族：全中國「最聽話」的少數民族自治州」『』關鍵評論網、台湾、2018年10月8日。オリジナルの2021年2月18日時点におけるアーカイブ。「尹東柱去世時，雖然國籍為中國與日本雙重國籍」
10. ↑  京都地方裁判所第二刑事部における平沼東柱に対する判決（昭和十九年三月三十一日）
11. ↑  「尹東柱 | 九大コレクション | 九州大学附属図書館」。
12. 1 2  熊木勉「尹東柱の詩とその根底にあるもの」『福岡大学研究部論集 A：人文科学編』第18巻第2号、福岡大学研究推進部、2018年12月、133-145頁、CRID 1050001202555889664。
13. ↑  “(9)파평 윤씨(坡平尹氏)-713,947명” (朝鮮語). 서울이코노미뉴스 (2014年7月6日). 2022年8月16日閲覧。
14. ↑  “西日本新聞セレクト九州の100冊【九州の100冊】～リクエスト編（中）『空と風と星と詩』 尹東柱 今宵も星が風に吹きさらされる”. 西日本新聞. (2017年4月27日).  オリジナルの2017年12月6日時点におけるアーカイブ。. "東柱は一九一七年、中国東北部の北間島明東村で朝鮮人開拓民の子孫として生まれた。"
15. 1 2  中央日報2017年07月20日【コラム】韓日中が詩人・尹東柱を記憶する方法(1)
16. ↑  『空と風と星と詩: 尹東柱全詩集』（1984年）p.216
17. 1 2  趙甲濟 (2016年2月17日). “'윤동주 소개 내용' 리뷰(Review)” (朝鮮語). 趙甲濟.com. 2020年9月28日閲覧。
18. ↑  空と風と星と詩: 尹東柱全詩集 -p 218, 尹東柱 ,1984
19. ↑  “尹東柱記事の間違い(産経新聞）: 辻本武　tsujimoto blog”. tsujimoto.asablo.jp. 2021年7月15日閲覧。
20. 1 2  “中国ポータル「百度」で韓国詩人・尹東柱の「朝鮮族」表記削除…国籍は相変らず中国のまま”. 中央日報 - 韓国の最新ニュースを日本語でサービスします. 2023年11月28日閲覧。
21. 1 2  “韓国の詩人団体「中国、尹東柱の国籍わい曲是正を」”. 中央日報. (2016年4月21日).  オリジナルの2021年7月24日時点におけるアーカイブ。
22. ↑  鄭芝溶 (1947年2月13日). “쉽게 씨위진” (朝鮮語). 京郷新聞. 孫引き：徐正敏「同志社大学の尹東柱詩碑建立過程の余談」『同志社時報』第134号、2012年10月、69頁。
23. ↑  徐正敏 (2012年5月30日). “私と同志社と尹東柱”. 同志社大学キリスト教文化センター主催する「同志社スピリット・ウィーク」同志社大学京田辺校地講演. 2017年4月23日時点のオリジナルよりアーカイブ。2017年4月23日閲覧。
24. ↑  “中韓でもめる愛国詩人？ 存在していない国の国籍をつけられた尹東柱”. コリアワールドタイムズ. (2021年2月20日) 2021年5月30日閲覧。
25. 1 2 3  “"한반도는 대대로 중국 땅"?…미 교재 '엉터리 세계사'”. JTBCニュースルーム. (2020年10月14日).  オリジナルの2020年10月28日時点におけるアーカイブ。
26. ↑  『言葉のなかの日韓関係 教育・翻訳通訳・生活』、徐 勝と小倉 紀蔵(編) 、発行：明石書店、ISBN 978-4-7503-3805-7   C0036、発売日　2013年4月1日（19頁、23頁）
27. ↑  “「尹東柱の夢」…美術家の姜益中氏が京都造形芸術大に寄贈”. www.mindan.org. 2020年12月5日閲覧。
28. ↑  “京都造形芸術大で尹東柱追悼会、統一と平和誓った参列者たち”. korea-np.co.jp. 2020年12月6日閲覧。
29. ↑  “京都造形芸術大学主催　詩人尹東柱追悼会(2.15) 상세보기|総領事館 活動駐大阪大韓民国総領事館”. overseas.mofa.go.kr. 2020年12月5日閲覧。
30. 1 2  “立教大・尹東柱奨学生１号誕生「韓日交流に貢献する」 | 韓国の社会・文化ニュース”. www.konest.com. 2018年5月27日閲覧。
31. ↑  「立教大学総長の郭洋春氏、「立教大の誇り、尹東柱…韓国の学生がもっと多く来てほしい」」『japanese.donga.com』2018年5月25日。2018年5月27日閲覧。
32. ↑  “韓国の「国民的詩人」尹東柱に同志社大が名誉博士号　戦時中の獄死から80年、命日に授与へ”. 西日本新聞 2024年12月16日閲覧。
33. ↑  “詩人・尹東柱（1917〜1945）に対する同志社大学名誉学位贈呈式について”.   同志社大学 国際センター国際課・広報部広報課・コリア研究センター. 2024年12月17日時点のオリジナルよりアーカイブ。2024年12月17日閲覧。
34. ↑  “詩人・尹東柱（1917〜1945）に対して同志社大学名誉文化博士の学位を贈呈　시인 윤동주（1917～1945）에게 도시샤대학교 명예문화박사 학위를 수여”.   同志社大学庶務課. 2024年12月17日時点のオリジナルよりアーカイブ。2024年12月17日閲覧。
35. ↑  『空と風と星と詩 尹東柱日韓対訳選詩集』書肆侃侃房